# Hydraena parciplumea
Hydraena parciplumea är en skalbaggsart som beskrevs av Perkins 2007. Hydraena parciplumea ingår i släktet Hydraena och familjen vattenbrynsbaggar. Inga underarter finns listade i Catalogue of Life.